# Anthela acuta
Anthela acuta là một loài bướm đêm thuộc họ Anthelidae được Francis Walker mô tả đầu tiên năm 1855. Loài này có ở Úc.